# На знакомой почве
Знакомая местность, или На знакомой почве, фр. En terrains connus, англ. Familiar Grounds — канадский фильм-драма режиссёра Стефана Лафлёра.

## Сюжет
Мариз и её муж безуспешно пытаются продать давно не используемый мини-экскаватор, стоящий без дела на заднем дворе их сельского дома. Вместе с ней в том же доме живут отец-инвалид, а также брат Бенуа, чей подростковый период явно затянулся. Бенуа влюблён в Натали, мать-одиночку, чей сын относится к нему резко отрицательно. Затем происходят несчастный случай на заводе, где работает Мариз, серия странных событий, и наконец, к Бенуа приходит владелец соседнего офиса по сдаче автомобилей внаём, который утверждает, что явился из будущего и знает, что Мариз погибнет в автокатастрофе. Хотя Бенуа не особенно ему верит, но когда Мариз собирается в дорогу, он навязывает ей своё общество.

## Актёры
- Франсис Ла-Э (Francis La Haye) — Бенуа
- Фанни Маллет — Мариз, его сестра
- Мишель Дель — Андре
- Сильвен Марсель — Ален
- Дени Уль — «человек из будущего»